# Mateo Pavlović
Mateo Pavlović, né le 9 juin 1990 à Mostar, est un footballeur croate et bosnien. Il joue au poste de défenseur central au NK Rudeš, en prêt du HNK Rijeka. 
Il est le fils de Luka Pavlovic, qui fut notamment entraîneur des U17 de la Croatie.

## Carrière

### Apprentissage au NK Zagreb
Mateo Pavlović fait ses classes du côté de Zagreb entre le Dinamo et le NK Zagreb. Il intègre l'équipe première de ces derniers pour la saison 2009-2010 et y devient rapidement un élément fort. Il poursuit également son ascension avec les sélections jeunes jusqu'aux Espoirs avec lesquels il participe à la campagne (non-fructueuse) des éliminatoires pour l'Euro U21 2013 en Israël.

### Échec au Werder Brême
Alors que le NK Zagreb lutte pour son maintien, Mateo Pavlović rejoint le Werder Brême au mercato d'hiver 2012 contre 650 000€. En Basse-Saxe, il vient compenser le départ du Suisse François Affolter dont le prêt n'est pas prolongé après un début de saison vierge. Thomas Schaaf se réjouit alors de la venue de l'international espoir à la grande taille et disposant de bonnes qualités techniques. Néanmoins, il est peu utilisé sur la deuxième partie de saison 2012-2013, ne connaissant que trois titularisations (pour cinq buts encaissés) en Bundesliga. Pire encore, Thomas Schaaf remercié, le nouvel entraineur Robin Dutt le cantonne à l'équipe réserve, "un encouragement à en faire plus".

#### Relance au Ferencvaros
Un an après son arrivée et 314 minutes jouées dans le championnat allemand, la sortie de l'impasse se traduit par un prêt en Hongrie au Ferencvaros, prolongé l'été suivant,. L'occasion pour lui de participer aux parcours victorieux dans les deux coupes nationales, de terminer deuxième du championnat 2014-2015 et de découvrir la Ligue Europa.
À son retour au Werder, le nouvel entraîneur ukrainien, Viktor Skripnik, lui ouvre la porte alors que le club allemand le pousse vers la sortie. En dépit de touches en 2.Bundesliga ou à l'étranger, dont le Ferencvaros, Mateo retrouve l'équipe II du Werder et y ronge de nouveau son frein.

### Nouveau départ à Angers
En fin de contrat et mis à l'essai en fin de saison 2015-2016, il signe un contrat de deux ans en faveur d'Angers durant l'été 2016,. Engagé pour jouer les doublures de Romain Thomas et Ismaël Traoré en charnière centrale, il est utilisé en tant qu'attaquant de pointe au mois de janvier 2017. Privé de Pépé, Diedhiou, N'Doye et de Toko-Ekambi partis à la CAN, le staff angevin le fait entrer en jeu à ce poste le 14 janvier face aux Girondins de Bordeaux (1-1, 20e journée). Convaincant, il est ainsi titularisé le 22 janvier 2017 à la pointe de l'attaque à Saint-Étienne et ouvre la marque à la 17e minute de jeu, manquant même une balle de break (défaite 2-1, 21e journée),.
À son poste de défenseur, il est auteur d'un violent tacle sur Corentin Tolisso lors de la 35e journée (défaite 1-2) qui lui vaut trois matchs de suspension, le privant ainsi de la finale de Coupe de France disputée par le SCO. Toujours troisième choix derrière Thomas et Traoré à l'aube de la saison 2017-2018, il profite d'une blessure du franco-ivoirien dès la première journée pour enchaîner quelques matchs en début de saison. Également utilisé par Stéphane Moulin au sein d'une défense à 5, ce dispositif lui permet de jouer et de trouver le chemin des filets lors de la 5e journée à Nice (2-2). Un mois plus tard, il offre la qualification aux siens en seizièmes de finale de Coupe de la Ligue, marquant dans le temps additionnel face à l'AS Nancy-Lorraine.

## Statistiques
| Saison                | Club                    | Championnat           | Championnat | Championnat | Coupe nationale | Coupe nationale | Coupe de la Ligue | Coupe de la Ligue | Compétition(s) continentale(s) | Compétition(s) continentale(s) | Compétition(s) continentale(s) | Total | Total |
| Saison                | Club                    | Division              | M.          | B.          | M.              | B.              | M.                | B.                | Comp.                          | M.                             | B.                             | M.    | B.    |
| 2008-2009             | NK Zagreb               | Prva HNL              | 8           | 0           | 0               | 0               | -                 | -                 | -                              | -                              | -                              | 8     | 0     |
| 2009-2010             | NK Zagreb               | Prva HNL              | 14          | 0           | 1               | 0               | -                 | -                 | -                              | -                              | -                              | 15    | 0     |
| 2010-2011             | NK Zagreb               | Prva HNL              | 26          | 1           | 2               | 0               | -                 | -                 | -                              | -                              | -                              | 28    | 1     |
| 2011-2012             | NK Zagreb               | Prva HNL              | 25          | 4           | 5               | 0               | -                 | -                 | -                              | -                              | -                              | 30    | 4     |
| 2012-2013             | NK Zagreb               | Prva HNL              | 18          | 0           | 2               | 0               | -                 | -                 | -                              | -                              | -                              | 20    | 0     |
| Sous-total            | Sous-total              | Sous-total            | 91          | 5           | 10              | 0               | -                 | -                 | -                              | -                              | -                              | 101   | 5     |
| 2012-2013             | Werder Brême            | Bundesliga            | 4           | 0           | 0               | 0               | -                 | -                 | -                              | -                              | -                              | 4     | 0     |
| 2013-2014             | Werder Brême            | Bundesliga            | 0           | 0           | 0               | 0               | -                 | -                 | -                              | -                              | -                              | 0     | 0     |
| 2015-2016             | Werder Brême            | Bundesliga            | 0           | 0           | 0               | 0               | -                 | -                 | -                              | -                              | -                              | 0     | 0     |
| Sous-total            | Sous-total              | Sous-total            | 4           | 0           | 0               | 0               | -                 | -                 | -                              | -                              | -                              | 4     | 0     |
| 2013-2014             | Ferencváros TC (prêt)   | OTP Liga              | 9           | 1           | 0               | 0               | 5                 | 0                 | -                              | -                              | -                              | 14    | 1     |
| 2014-2015             | Ferencváros TC (prêt)   | OTP Liga              | 18          | 1           | 4               | 0               | 2                 | 0                 | C3                             | 2                              | 0                              | 26    | 1     |
| Sous-total            | Sous-total              | Sous-total            | 27          | 2           | 4               | 0               | 7                 | 0                 | -                              | 2                              | 0                              | 40    | 2     |
| 2016-2017             | Angers SCO              | Ligue 1               | 12          | 1           | 3               | 0               | 1                 | 0                 | -                              | -                              | -                              | 16    | 1     |
| 2017-2018             | Angers SCO              | Ligue 1               | 24          | 2           | 1               | 0               | 3                 | 1                 | -                              | -                              | -                              | 28    | 3     |
| 2018-2019             | Angers SCO              | Ligue 1               | 30          | 2           | 1               | 0               | 1                 | 0                 | -                              | -                              | -                              | 32    | 2     |
| 2019-2020             | Angers SCO              | Ligue 1               | 11          | 0           | 3               | 0               | 1                 | 0                 | -                              | -                              | -                              | 15    | 0     |
| 2020-2021             | Angers SCO              | Ligue 1               | 14          | 0           | 4               | 0               | -                 | -                 | -                              | -                              | -                              | 18    | 0     |
| Sous-total            | Sous-total              | Sous-total            | 91          | 5           | 12              | 0               | 6                 | 1                 | -                              | -                              | -                              | 109   | 6     |
| 2021-2022             | Amiens SC               | Ligue 2               | 25          | 2           | 3               | 0               | -                 | -                 | -                              | -                              | -                              | 28    | 2     |
| Sous-total            | Sous-total              | Sous-total            | 25          | 2           | 3               | 0               | -                 | -                 | -                              | -                              | -                              | 28    | 2     |
| 2022-2023             | HNK Rijeka              | Prva HNL              | 13          | 0           | -               | -               | -                 | -                 | C1                             | 2                              | 0                              | 15    | 0     |
| Sous-total            | Sous-total              | Sous-total            | 13          | 0           | -               | -               | -                 | -                 | -                              | 2                              | 0                              | 15    | 0     |
| 2022-2023             | AS Saint-Étienne (prêt) | Ligue 2               | 0           | 0           | -               | -               | -                 | -                 | -                              | -                              | -                              | 0     | 0     |
| Sous-total            | Sous-total              | Sous-total            | 0           | 0           | -               | -               | -                 | -                 | -                              | -                              | -                              | 0     | 0     |
| Total sur la carrière | Total sur la carrière   | Total sur la carrière | 251         | 14          | 29              | 0               | 13                | 1                 | -                              | 4                              | 0                              | 297   | 15    |

### Palmarès
Il est finaliste de la Coupe de France en 2017 avec le SCO d'Angers